# Easton (Missouri)
Easton è un comune degli Stati Uniti d'America, situato nello Stato del Missouri, nella contea di Buchanan.